# Caro (voornaam)

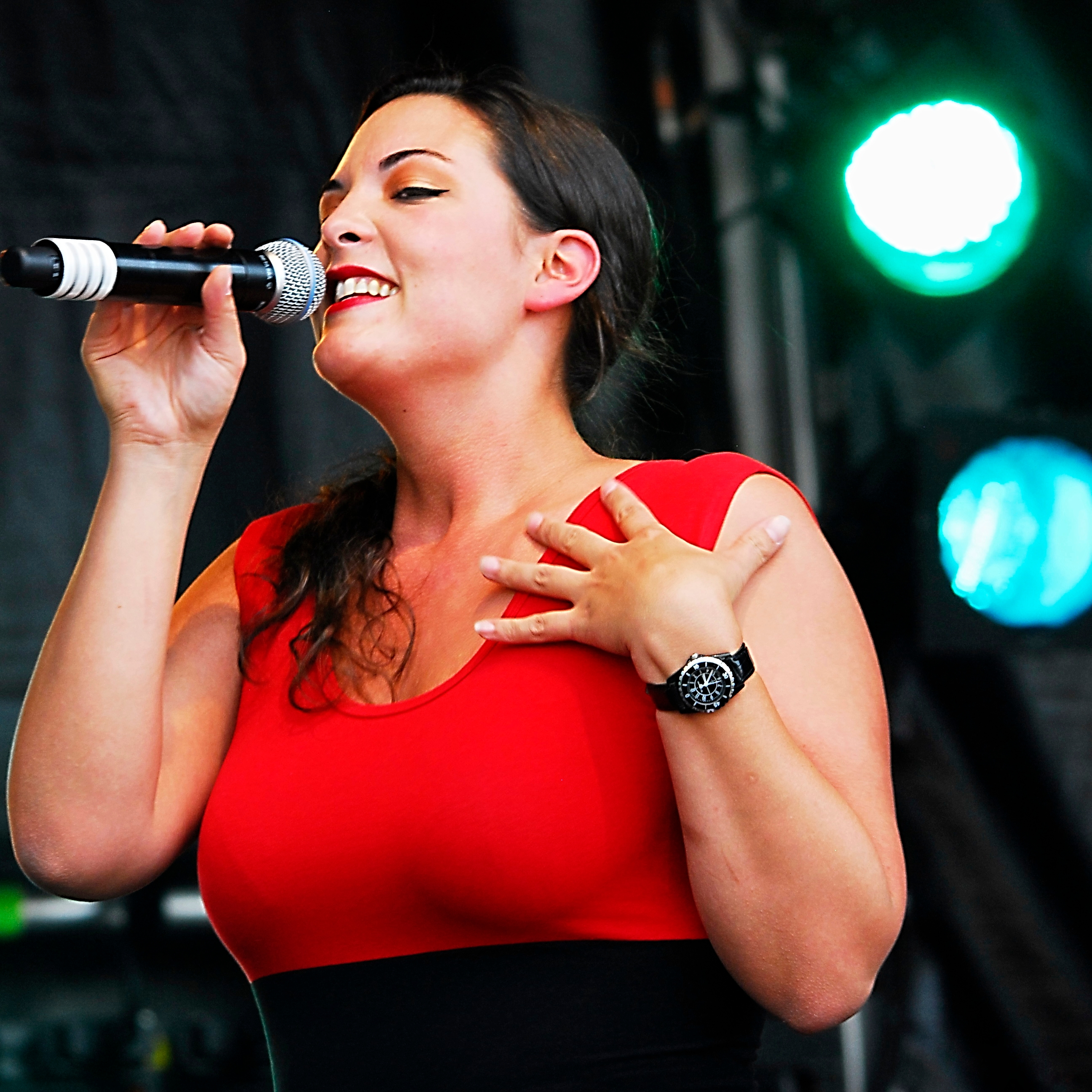
Zangeres Caro Emerald, een naamdrager van de naam Caro

Caro is een voornaam die in Nederland gegeven wordt aan zowel jongens als meisjes. In het merendeel van de gevallen wordt de naam echter aan meisjes gegeven.
Caro is afgeleid van de Latijnse naam Carolus, waarvan eveneens de jongensnaam Karel afgeleid is, en betekent "man, vrije man (die niet van adel is)". In Nederland werd de naam in 2010 aan zeventien meisjes gegeven. In 2011 werd de naam aan één jongen en aan twintig meisjes gegeven.
Bekende naamdragers zijn de zangeres Caro Emerald en de actrice Caro Lenssen.